# Die Entstehung der Nacht
Die Entstehung der Nacht ist das zehnte Studioalbum der Hamburger Band Die Goldenen Zitronen. Es wurde am 16. Oktober 2009 vom Hamburger Plattenlabel Buback Tonträger veröffentlicht, vier Jahre nach dem letzten Album Lenin.

## Musik und Text
Die Musik auf „Die Entstehung der Nacht“ wurde von vielen Kritikern als krautrockähnlich und elektronisch bezeichnet, was ein erneuter Stilwechsel der Band ist. Es wurde auch konsequent bloß mit elektronischem Schlagzeug oder analogen Synthesizern anstatt eines echten Schlagzeugs gearbeitet und auch seltene oder punk-untypische Instrumente wie Gebläseorgel, präpariertes Klavier, Bongos, Flöten oder Kontrabass wurden in die Musik mit eingebaut.
Die Songtexte, geschrieben von Ted Gaier und Schorsch Kamerun, behandeln auch dieses Mal wieder politische Themen, meist in einer metaphorischen und komplexen Sprache. Neu allerdings ist, dass die Zitronen auch erstmals privatere Themen behandeln, zum Beispiel eine gescheiterte Beziehung im ersten Track „Zeitschleifen“. Weitere Themen sind die Finanzkrise und Rezession 2009, der Tod des rechtspopulistischen Politikers Jörg Haider, die Selbstverwirklichung auf sozialen Netzwerken wie MySpace oder eine Kritik am Sicherheitsdispositiv, wie es in Liedern von Bands wie Silbermond verhandelt wird.
Das Cover des Albums ist – wie so oft bei Alben der Goldenen Zitronen – ein Gemälde des Hamburger Malers Daniel Richter.
Das Lied „Bloß weil ich friere“ stammt aus der Feder des Sängers Schorsch Kamerun, welcher den Song bereits im Rahmen seines preisgekrönten Hörspiels „Ein Menschenbild, das in seiner Summe Null ergibt“ (2006) vortrug.
Für die Songs Die Entstehung der Nacht und Positionen wurden Musikvideos gedreht. Die Regie führten Schorsch Kamerun (Positionen) und Ted Gaier (Die Entstehung der Nacht). Das Video zu Positionen wurde in der spex mit einem von zehn Punkten rezensiert.

## Rezeption
Matthias Manthe von laut.de gibt dem Album fünf von fünf Punkten und schreibt: „Zogen sich die Zitronen in der Vergangenheit stets auf die Reflektion [sic!] über und das Aufbegehren gegen die Verhältnisse zurück, unternehmen sie nun den ersten Schritt in Richtung Überwindung. Es bleibt zu wünschen, dass der jüngsten Arbeit dieser wichtigsten deutschen Punkband der dazugehörige Diskurs bald nachfolgt.“
Auf der Webseite plattentests.de schreibt Oliver Ding: „Das zehnte Album der Band, deren Funpunk-Zeit nicht nur Jahrzehnte her wirkt, sondern tatsächlich her ist, beansprucht keine Meinungsführerschaft für sich, sondern die grauen Zellen seiner Zuhörer. ‚Die Entstehung der Nacht‘ solidarisiert sich nicht mit weltferner Fundamentalopposition. Die Zukunftsperspektive liegt nicht in andauerndem Protest, sondern im Müßiggang. Erst er bietet nämlich den Raum, in dem sich Kreativität entfalten und zur notwendigen Avantgarde führen kann. Das versöhnt 1968 mit den Erkenntnissen aus 1977, 1989 und Post-9/11. Darum sind Die Goldenen Zitronen auch weiterhin die wichtigste Punk-Band dieses Landes.“ Ding gab der Platte 7 von 10 möglichen Punkten.
Das Jugendradio on3 vom Bayerischen Rundfunk kürte das Album zum „Album der Woche“ und schreibt: „Radikal, widerborstig und von vorn bis hinten brillant: Eine Platte voll subversivem Witz und schonungsloser Genauigkeit. Keine Platte, mit der man einen Sektempfang beschallt.“
Das Webradio byteFM kürte das Album ebenfalls zum Album der Woche und das alternative Jugendradio fm4 vom ORF kürte den Song Des Landeshauptmanns Letzter Weg zum Song zum Sonntag.
Die spex platzierte das Album auf Platz 2 der Jahresalbencharts 2009. Nur das Debütalbum der Künstlerin La Roux wurde höher eingestuft. Die Leser wählten das Album auf Platz 8. Der Song Bloss weil ich friere kam auf Platz 6 der Jahreslesercharts der spex.

## Songliste
1. Zeitschleifen (5:07)
2. Positionen (4:13)
3. Börsen Crashen (4:15)
4. Bloß weil ich friere (3:18)
5. Die Entstehung der Nacht (3:40)
6. Des Landeshauptmann's letzter Weg (3:52)
7. Drop the Stylist (4:55)
8. Aber der Silbermond (3:33)
9. Über den Pass (3:38)
10. Lied der Medienpartner (3:06)
11. Wir verlassen die Erde (3:30)
12. Beautiful People (3:50)
13. Der Flötist an den Toren der Dämmerung (3:26)

## Gastmusiker
Der Song Drop the Stylist wird vom britischen Musiker Mark Stewart (ehemaliges Mitglied von The Pop Group) sowie Melissa Logan, Sängerin bei den Chicks on Speed, gesungen. Der Song Beautiful People ist ein Cover des Songs von Melanie Safka und wird von Michaela Melián gesungen, Gründungsmitglied und Frontfrau der deutschen Band F.S.K.